# カーボン郡 (モンタナ州)
カーボン郡（英: Carbon County）は、アメリカ合衆国モンタナ州の南部に位置する郡である。2010年国勢調査での人口は10,078人であり、2000年の9,552人から5.5％増加した。郡庁所在地はレッドロッジ市（人口2,125人）であり、同郡で人口最大の自治体でもある。ビリングス大都市圏に属している。

## 歴史
カーボン郡は郡内に豊富に発見された石炭埋蔵量に因んで名付けられた。1895年3月4日にパーク郡とイエローストーン郡の一部を合わせて設立された。
1915年、州内では初の商業用油井がエルクベイスンに造られた。

## 地理

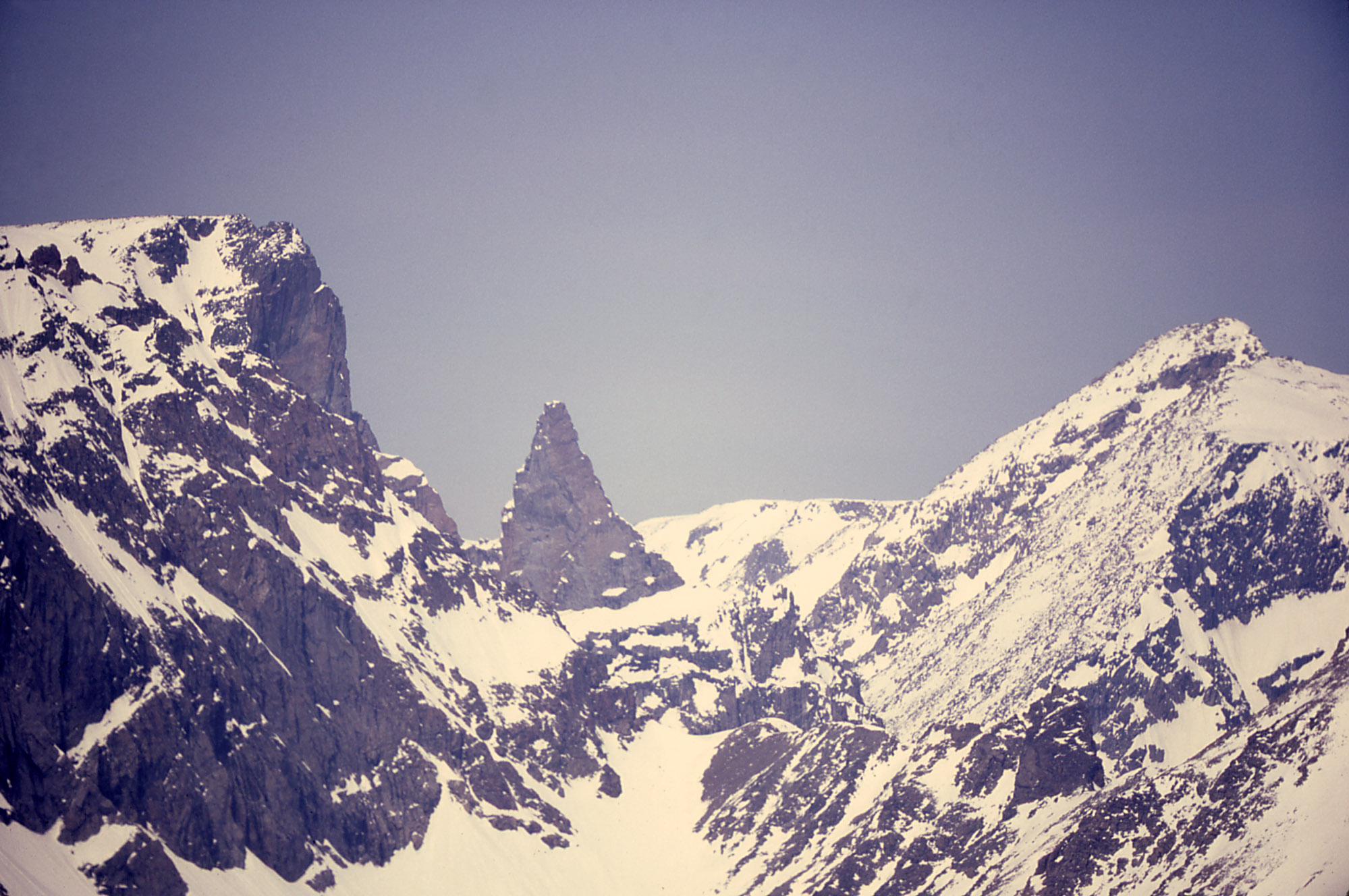
ベアトゥース山

アメリカ合衆国国勢調査局に拠れば、郡域全面積は2,062平方マイル (5,340.6 km2)であり、このうち陸地は2,048平方マイル (5,304.3 km2)、水域は14平方マイル (36.3 km2)で水域率は0.69％である。
モンタナ州の最高峰グラニット峰が郡内のベアトゥース山脈にある。「景観に富む山岳ハイウェイ」の一つであるベアトゥース・ハイウェイが、レッドロッジと西のパーク郡のクックシティとを繋いでいる。郡東部にはプライアー山脈とビッグホーン川がある。

### 主要高規格道路
- アメリカ国道212号線
- アメリカ国道310号線
- モンタナ州道72号線
- モンタナ州道78号線

### 隣接する郡
- パーク郡 - 西
- スティルウォーター郡 - 北
- イエローストーン郡 - 北東
- ビッグホーン郡 - 東
- ビッグホーン郡 (ワイオミング州) - 南東
- パーク郡 (ワイオミング州) - 南

### 国立保護地域
- ビッグホーンキャニオン国立レクリエーション地域（部分）
- カスター国立の森（部分）
- ギャラティン国立の森（部分）

## 経済
カーボン郡の歴史の初期には、石炭採掘が主要産業だった。現在の経済は農業、レクリエーションおよび観光に依存している。
2009年時点で郡内主要雇用主はベアトゥース病院健康センター、レッドロッジ山リゾートおよびレッドロッジ・ピザ会社である。

## 人口動態
以下は2000年国勢調査による人口統計データである。
| 基礎データ - 人口: 9,552人 - 世帯数: 4,065 世帯 - 家族数: 2,707 家族 - 人口密度: 2人/km2（5人/mi2） - 住居数: 5,494軒 - 住居密度: 1軒/km2（3軒/mi2） 人種別人口構成 - 白人: 97.07% - アフリカン・アメリカン: 0.25% - ネイティブ・アメリカン: 0.68% - アジア人: 0.36% - その他の人種: 0.65% - 混血: 0.99% - ヒスパニック・ラテン系: 1.77% 先祖による構成 - ドイツ系：28.8％ - イギリス系：11.5％ - アイルランド系：9.2％ - ノルウェー系：8.9％ - アメリカ人：5.9％ - イタリア系：5.2％ 年齢別人口構成 - 18歳未満: 24.0% - 18-24歳: 5.7% - 25-44歳: 26.1% - 45-64歳: 27.3% - 65歳以上: 16.8% - 年齢の中央値: 42歳 - 性比（女性100人あたり男性の人口） - 総人口: 100.4 - 18歳以上: 97.3 | 世帯と家族（対世帯数） - 18歳未満の子供がいる: 28.4% - 結婚・同居している夫婦: 56.7% - 未婚・離婚・死別女性が世帯主: 6.7% - 非家族世帯: 33.4% - 単身世帯: 28.8% - 65歳以上の老人1人暮らし: 12.1% - 平均構成人数 - 世帯: 2.32人 - 家族: 2.86人 収入と家計 - 収入の中央値 - 世帯: 32,139米ドル - 家族: 38,405米ドル - 性別 - 男性: 30,226米ドル - 女性: 19,945米ドル - 人口1人あたり収入: 17,204米ドル - 貧困線以下 - 対人口: 11.6% - 対家族数: 8.2% - 18歳未満: 14.3% - 65歳以上: 8.8% |

## 都市と町

### 都市
- レッドロッジ - 郡庁所在地

### 町
- ベアクリーク
- ブリッジャー
- フロムバーグ
- ジョリエット

### 国勢調査指定地域
- ベルフライ

### その他の町

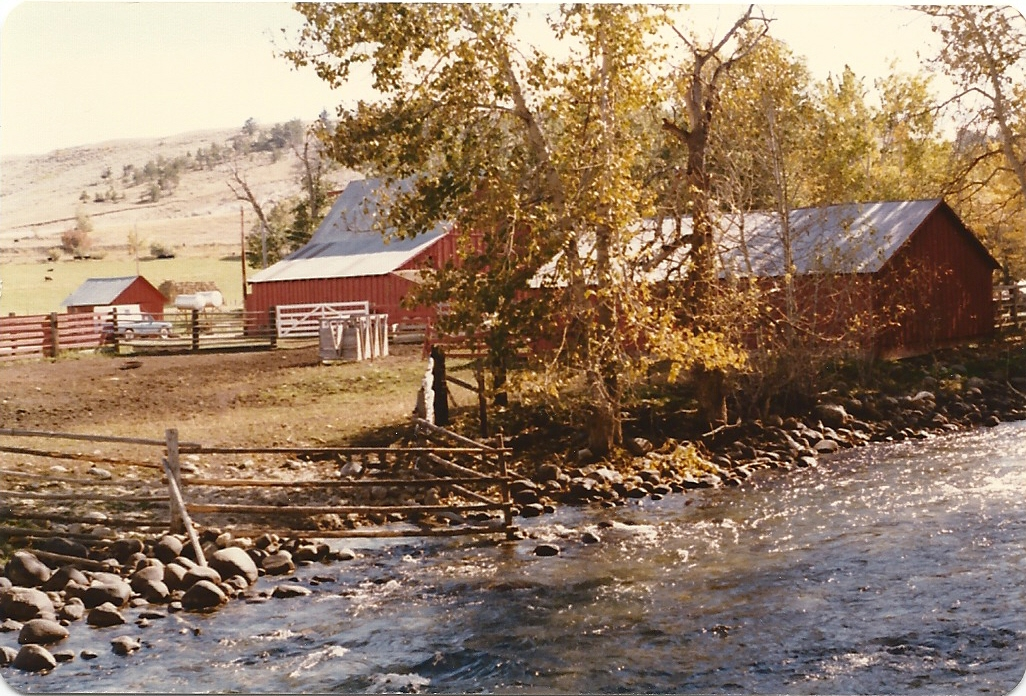
ロスコーのクリーク沿いの農場、1978年9月撮影

- ボイド
- エドガー
- フォックス
- ルター
- ロバーツ
- ロックベール
- ロスコー
- シレジア
- ウォーレン
- ワショー